# Bem-aventuranças

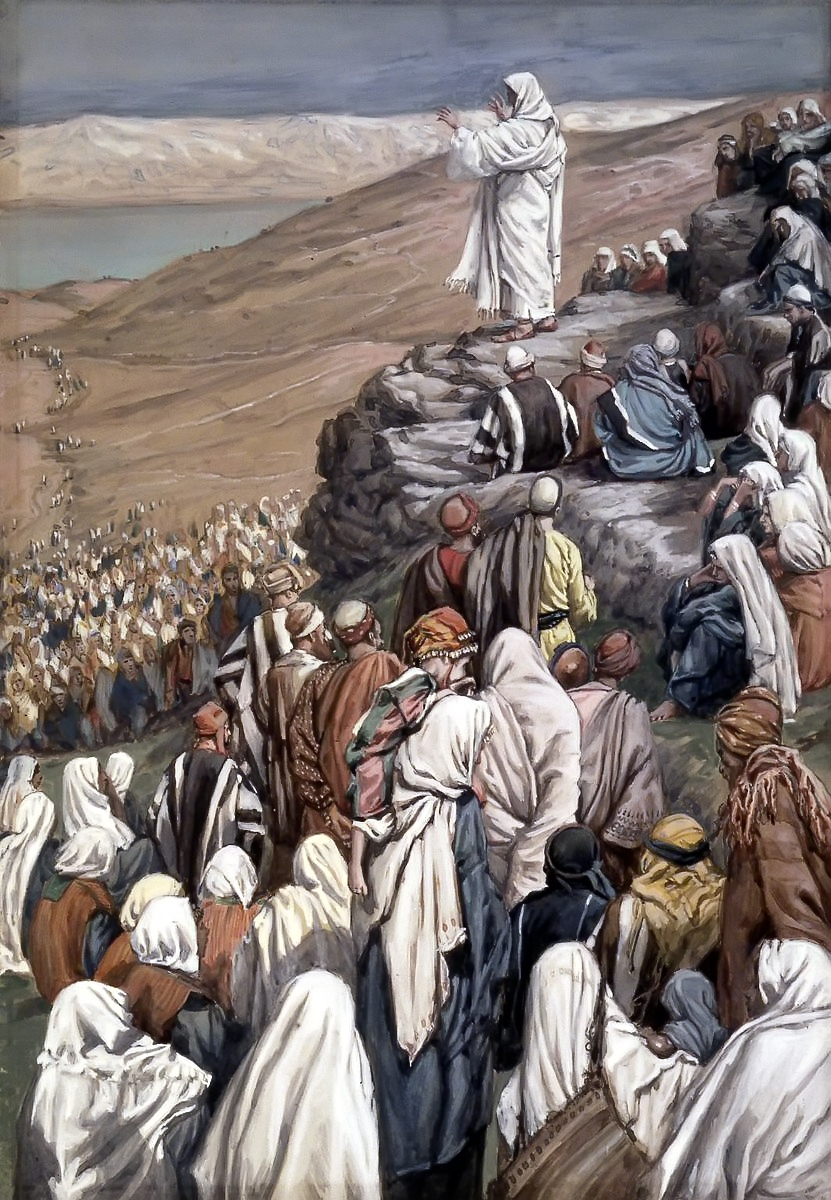
As Bem-aventuranças, por James Tissot.

As bem-aventuranças são os ensinamentos que, de acordo com o Evangelho de Mateus, Jesus pregou no Sermão da Montanha, Mateus 5:1-12, e, que de acordo com o Evangelho de Lucas, Lucas 6:20-49, Jesus pregou no Sermão da Planície, para ensinar e revelar aos homens a verdadeira felicidade. Na verdade trata-se de um gênero literário com mais de 100 exemplos ao longo da Bíblia tanto no Antigo quanto Novo Testamento, com antecedentes em textos de outras culturas, em especial, dos egípcios. Recorre-se a este gênero para expressar uma felicitação a pessoas que pelo seu exemplo de vida estão ligadas de modo especial a Deus. 
As bem-aventuranças anunciam também a vinda do Reino de Deus  através da palavra e ação de Jesus, que tornam a justiça divina presente no mundo. Elas revelam também o caráter das pessoas que pertencem ao Reino de Deus, exortando as pessoas a seguir este carácter exemplar. Segundo os ensinamentos de Cristo, atingimos na plenitude a nossa felicidade quando vivermos eternamente ao lado de Deus, fonte da vida, de toda a verdade e de toda a felicidade. 
Cada bem-aventurança consiste de duas partes: uma condição e um resultado. Em quase todos casos, as frases são familiares ao Antigo Testamento, mas o sermão de Jesus as eleva à condição de um novo ensinamento. No conjunto, as bem-aventuranças apresentam um novo conjunto de ideais, com foco no amor e humildade, ecoando ensinamentos de espiritualidade e compaixão.
Resumindo e usando as palavras do Catecismo da Igreja Católica (CIC), as bem-aventuranças nos ensinam o fim último ao qual Deus nos chama: o Reino de Deus, a visão de Deus, a participação na natureza divina, a vida eterna, a filiação divina, o repouso em Deus (CIC, n. 1726).

## Traduções
- Sociedade Bíblica do Brasil (Mateus 5:3-10)
3Felizes as pessoas que sabem que são espiritualmente pobres, pois o Reino do Céu é delas.
4Felizes as pessoas que choram, pois Deus as consolará.
5Felizes as pessoas humildes pois receberão o que Deus tem prometido.
6Felizes as pessoas que têm fome e sede de fazer a vontade de Deus, pois ELE as deixará completamente satisfeitas.
7Felizes as pessoas que têm misericórdia dos outros, pois Deus terá misericórdia delas.
8Felizes as pessoas que têm o coração puro, pois elas verão a Deus.
9Felizes as pessoas que trabalham pela paz, pois Deus as tratará como seus filhos.
10Felizes as pessoas que sofrem perseguições por fazerem a vontade de Deus, pois o Reino do Céu é delas.
- Bíblia Sagrada - Edição Pastoral (Mateus 5:3-12)
3Felizes os pobres em espírito, porque deles é o Reino do Céu.
4Felizes os aflitos, porque serão consolados.
5Felizes os mansos, porque possuirão a terra.
6Felizes os que têm fome e sede de justiça, porque serão saciados.
7Felizes os que são misericordiosos, porque encontrarão misericórdia.
8Felizes os puros de coração, porque verão a Deus.
9Felizes os que promovem a paz, porque serão chamados filhos de Deus.
10Felizes os que são perseguidos por causa da justiça, porque deles é o Reino do Céu.
11Felizes vocês, se forem insultados e perseguidos, e se disserem todo tipo de calúnia contra vocês, por causa de Mim.
12Fiquem alegres e contentes, porque será grande para vocês a recompensa no céu. Do mesmo modo perseguiram os profetas que vieram antes de vocês.
- Bíblia Ave Maria (Mateus 5, 3-12):
3 Bem-aventurados os que têm um coração de pobre, porque deles é o Reino dos céus!
4 Bem-aventurados os que choram, porque serão consolados!
5 Bem-aventurados os mansos, porque possuirão a terra!
6 Bem-aventurados os que têm fome e sede de justiça, porque serão saciados!
7 Bem-aventurados os misericordiosos, porque alcançarão misericórdia!
8 Bem-aventurados os puros de coração, porque verão Deus!
9 Bem-aventurados os pacíficos, porque serão chamados filhos de Deus!
10 Bem-aventurados os que são perseguidos por causa da justiça, porque deles é o Reino dos céus!
11 Bem-aventurados sereis quando vos caluniarem, quando vos perseguirem e disserem falsamente todo o mal contra vós por causa de mim.
12 Alegrai-vos e exultai, porque será grande a vossa recompensa nos céus, pois assim perseguiram os profetas que vieram antes de vós.
- Traduzida por João Ferreira de Almeida (Mateus 5:3-12):
3 Bem-aventurados os humildes de espírito, porque deles é o reino dos céus.
4 Bem-aventurados os que choram, porque eles serão consolados.
5 Bem-aventurados os mansos, porque eles herdarão a terra.
6 Bem-aventurados os que têm fome e sede de justiça porque eles serão fartos.
7 Bem-aventurados os misericordiosos, porque eles alcançarão misericórdia.
8 Bem-aventurados os limpos de coração, porque eles verão a Deus.
9 Bem-aventurados os pacificadores, porque serão chamados filhos de Deus.
10 Bem-aventurados os que são perseguidos por causa da justiça, porque deles é o reino dos céus.
11 Bem-aventurados sois vós, quando vos injuriarem e perseguiram e, mentindo, disserem todo mal contra vós por minha causa.
12 Alegrai-vos e exultai, porque é grande o vosso galardão nos céus; porque assim perseguiram aos profetas que foram antes de vós.

## Interpretações
A Bíblia de Jerusalém comenta o conjunto dos ditos de felicitações por meio de notas de rodapé e indicações de paralelismos relativas a Mateus 5:3–12 e Lucas 6:20–23, que observam que:
1. o Evangelho de Lucas contém uma relação resumida de bem-aventuranças em: Lucas 6:20–23, e após as bem-aventuranças apresenta uma relação de maldições Lucas 6:24–26;
2. as bem-aventuranças relatadas em Mateus 5:3–12 contém um programa de vida com promessa de recompensa celeste, enquanto que o conjunto formado pelas bem-aventuranças e maldições relatadas respectivamente em Lucas 6:20–23 e em Lucas 6:24–26 anunciam a mudança de situações entre essa vida e a futura (cf. Lucas 16:25);
3. em Mateus 5:3–12 os bem-aventurados são referidos na terceira pessoa, enquanto que em Lucas 6:20–23 e em Lucas 6:24–26 os discurso é feitos diretamente, respectivamente, aos bem-aventurados e amaldiçoados, que são referidos na segunda pessoa;
4. no Antigo Testamento também é possível encontrar:

4.1 ditos de felicitações, tais como: Salmos 1:1–2, Salmos 33:12, Salmos 127:5–6, Provérbios 3:3 e Eclesiástico 31:8;
4.2 associação entre ditos de felicitações e ditos de maldições, tais como: Isaías 65:13–14;
4.3 ditos de maldição, tais como: Isaías 5:8–25 e Habacuque 2:6–18;
5. também foram encontrados ditos de felicitação em trechos dos Manuscritos do Mar Morto;
6. as três primeiras bem-aventuranças (Mateus 5:3–5; Lucas 6:20–21+) declaram que as pessoas comumente tidas como infelizes e amaldiçoadas são felizes, pois estão aptas a receber a bênção do Reino;
7. as bem-aventuranças posteriores (Mateus 5:6–12) tem maior foco na atitude moral do homem;
8. há outros ditos de felicitações no Novo Testamento, tais como: Mateus 11:6, Mateus 13:16, Mateus 16:17, Mateus 24:46, Lucas 1:45, Lucas 11:28, Apocalipse 1:3 e Apocalipse 14:13;
A Edição Pastoral da Bíblia, comenta Mateus 1:12:
| “ | As bem-aventuranças são o anúncio da felicidade, porque proclamam a libertação, e não o conformismo ou a alienação. Elas anunciam a vinda do Reino através da palavra e ação de Jesus. Estas tornam presente no mundo a justiça do próprio Deus. Justiça para aqueles que são inúteis ou incômodos para uma estrutura de sociedade baseada na riqueza que explora e no poder que oprime. Os que buscam a justiça do Reino são os "pobres em espírito". Sufocados no seu anseio pelos valores que a sociedade injusta rejeita, esses pobres estão profundamente convictos de que eles têm necessidade de Deus, pois só com Deus esses valores podem vigorar, surgindo assim uma nova sociedade. | ” |

E também comenta Lucas 6:17–26:
| “ | O povo vem de todas as partes ao encontro de Jesus, porque a ação dele faz nascer a esperança de uma sociedade nova, libertada da alienação e dos males que afligem os homens. Os vv. 20-26 proclamam o cerne de toda a atividade de Jesus: produzir uma sociedade justa e fraterna, aberta para a novidade de Deus. Para isso, é preciso libertar os pobres e famintos, os aflitos e os que são perseguidos por causa da justiça. Isso, porém, só se alcança denunciando aqueles que geram a pobreza e a opressão e depondo-os dos seus privilégios. Não é possível abençoar o pobre sem libertá-lo da pobreza. Não é possível libertar o pobre da pobreza sem denunciar o rico para libertá-lo da riqueza. | ” |

A Bíblia do Peregrino comenta o conjunto dos ditos de felicitações por meio de notas de rodapé a Mateus 5:1–12 e Lucas 6:20–26, que observam que:
1. as bem-aventuranças são enunciados de valor, e não mandamentos como os "Dez Mandamentos", apresentados em um gênero literário denominado "ashrê" em hebraico, que é frequentemente utilizado no Livro de Salmos e na poesia sapiencial;
2. tais enunciados:

2.1 revelam uma felicidade humana paradoxal, que vinculam promessas de bens excelentes a exigências extraordinárias;
2.2 como apresentados em Mateus 5:1–12, insistem mais em atitudes do que em situações;
2.3 pretendem mais o alcance do que a precisão;
2.4 indicam que a felicidade não está no exercício das bem-aventuranças, mas nas suas consequências, por outro lado não se exclui que as consequências positivas já sejam percebidas no exercício das bem-aventuranças;
3. a proclamação programática encontrada em Lucas 6:20–26 distingue-se daquela encontrada em Mateus 5:1–12, pois no Evangelho de Lucas pode-se encontrar duas estrofes paralelas e antitéticas, sendo que cada estrofe articula-se em três peças concisas e uma desenvolvida;
3.1 pelo conteúdo, as três peças contidas em cada estrofe, equivalem a variações ou mostram aspectos da mesma realidade;
4. nas bem-aventuranças descritas em Lucas 6:20–23:
4.1 não há atitudes positivas (como beneficência ou trabalho pela paz);
4.2 a pobreza não é qualificada pela interioridade, razão pela qual, pode-se sustentar que a versão apresentada por Lucas esteja mais próxima das palavras originalmente proferidas por Jesus;
4.3 emprega-se um gênero literário frequente no Livro de Salmos e nos demais livros poéticos e sapienciais do Antigo Testamento conhecido como macarismo ou "shry" em hebraico;
5. em Lucas 6:20–26 pode-se encontrar uma relevação escatológica que abre caminho pelo paradoxo (não fruto de uma árvore proibida), trata-se de um anúncio que confronta e divide a humanidade, que introduz e difunde o reinado de Deus na história humana;
A Tradução Ecumênica da Bíblia comenta o conjunto dos ditos de felicitações por meio de notas de rodapé a Mateus 5:1–3 e a Lucas 6:20, que observam que:
1. as bem-aventuranças:
1.1 servem de introdução ao Sermão da Montanha;
1.2 na perspectiva apresentada por Mateus:
1.2.1 apresentam grupos de pessoas que se encontram em situação mais propícia para receber o Reino de Deus;
1.2.2 parecem visar a atitudes que constituem a justiça;
1.2.3 teriam a função de exortação mais acentuada;

1.3 na perspectiva apresentada por Lucas:
1.3.1 são parte de um discurso dirigido principalmente aos discípulos, para definir a conduta de um discípulo perfeito;
1.3.2 parecem visar as situações concretas;
1.3.3 teriam a uma maior caráter social (tema dos pobres);
1.3.4 são seguidas por quatro antíteses que proclamam a infelicidade dos "felizes" deste mundo;
1.3.5 têm como ideia geral prometer a salvação aos que na época eram pobres e aflitos, ou seja, o Reino de Deus é apresentado como uma inversão das situações presentes, tal perspectiva encontra sintonia com outros trechos do Evangelho de Lucas, tais como: Lucas 1:51–53 e Lucas 16:19–26;
1.4 visam sempre a uma alegria concebida por Deus e são fórmulas clássicas da tradição judaica para:
1.4.1 exprimir o anúncio profético de uma alegria futura, como em: Isaías 30:18, Isaías 32:20 ou Daniel 12:12;
1.4.2 expressar ação de graças por uma alegria presente, como em: Salmos 32:1–2, Salmos 33:12, Salmos 84:5–6 ou Salmos 84:13;
1.4.3 fazer exortações com a promessa de recompensas, como em: Provérbios 3:13, Provérbios 8:32–34, Eclesiástico 14:1–2, Eclesiástico 14:20–21, Eclesiástico 25:8–11, Salmos 1:1, Salmos 1:1, Salmos 2:12b ou Salmos 34:9b;
1.5 podem ser dividas em dois grupos:
1.5.1 em Mateus 5:3–9, as bem-aventuranças giram em torno da pobreza e do comportamento do homem;
1.5.2 em Mateus 5:10–12, as bem-aventuranças se referem à perseguição;

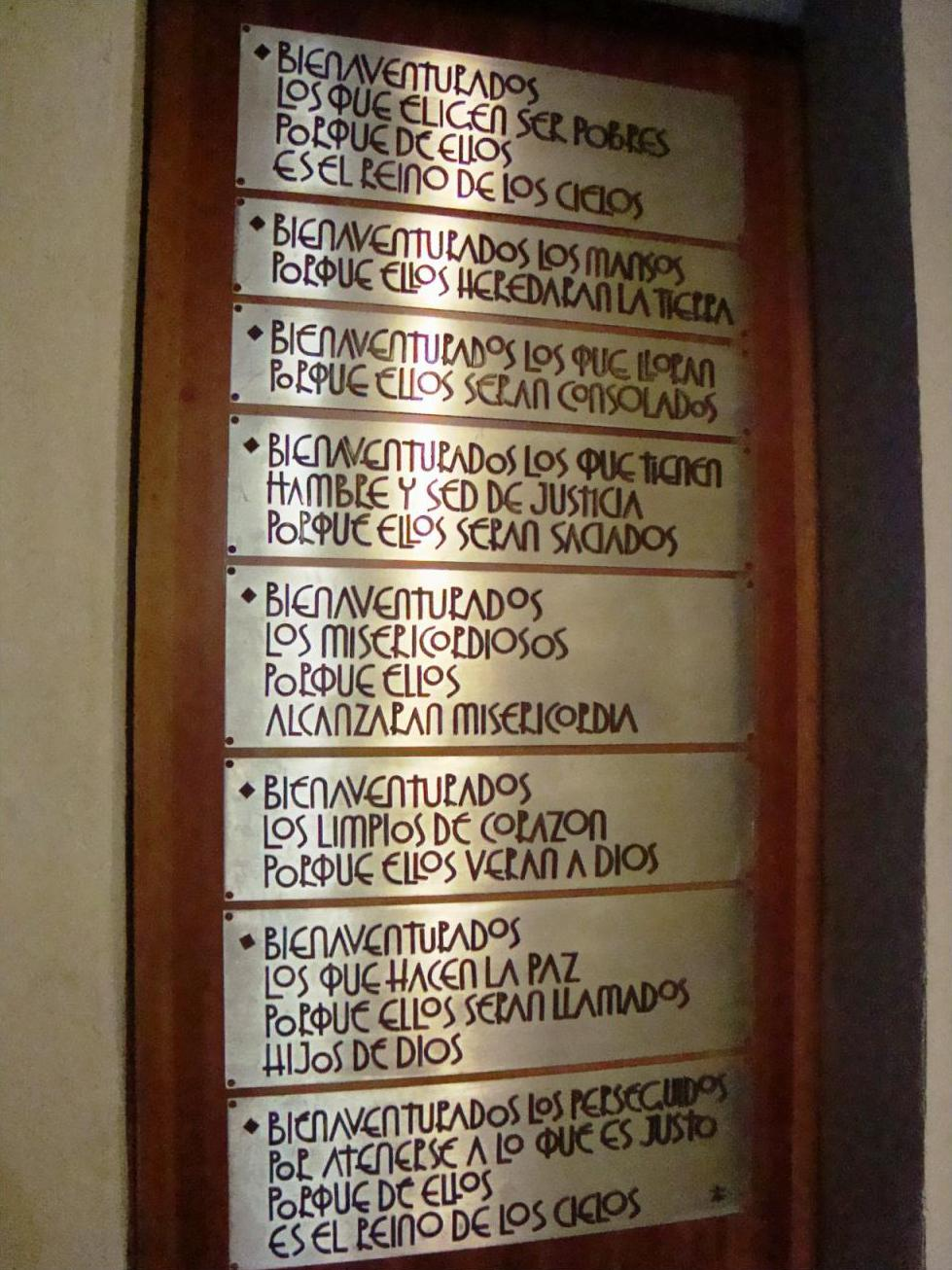
Placa das oito bem-aventuranças, Igreja de São Caetano, Lindavista, México

2. existem outros ditos de felicitação relatados nos Evangelhos Canônicos, tais como: Mateus 13:16, Mateus 16:17, Mateus 11:6, Lucas 11:28, Lucas 12:37–38, Lucas 12:43, Lucas 14:14, João 13:17, João 20:29 e Lucas 6:20–23.

### Felizes os pobres no espírito, porque deles é oReino dos Céus
A Bíblia de Jerusalém faz um comentário específico sobre a felicitação aos pobres por meio de um nota de rodapé a Mateus 5:3, no qual observa que:
1. em Mateus 5:3, diferentemente do que ocorre em Lucas 6:20 a felicitação é restrita aos pobres "no espírito", o que evidencia que a palavra "pobres" é empregada com o matiz moral, de forma semelhante ao modo como foi empregada em Sofonias 2:3+;
2. despojados e oprimidos, os "pobres" ou os "humildes" estão disponíveis para o Reino dos Céus;
3. destaca outras passagens no Novo Testamento onde há referências aos "pobres": Lucas 4:18, Lucas 7:22 = Mateus 11:5, Lucas 14:13 e Tiago 2:5;
4. a "pobreza" sugere a mesma ideia que:

4.1 a "infância espiritual" seria necessária para entrar no Reino dos Céus (Mateus 18:1–5=Marcos 9:33–37, Lucas 9:46–48, Mateus 19:13–14 e Mateus 11:25);
4.2 o mistério foi revelado aos pequeninos (népioi) (Lucas 12:32 e I Coríntios 1:26–28);
5. o termo "pobres" (ptochói), também pode corresponder:
5.1 aos humildes (tapeinói): Lucas 1:48, Lucas 1:52, Lucas 14:11, Lucas 18:14, Mateus 23:12 e Mateus 18:4;
5.2 aos últimos que prevalecem sobre os primeiros: Marcos 9:35;
5.3 aos pequenos que prevalecem sobre os grandes: Lucas 9:48, Mateus 19:30, Mateus 20:26 e Lucas 17:10;
6. embora a fórmula empregada em Mateus 5:3 enfatize o espírito de pobreza, tanto no rico quanto no pobre, Jesus exige a pobreza efetiva dos seus discípulos: Mateus 6:19–21, Lucas 12:33–34, Mateus 6:25–34, Mateus 4:18–22, Mateus 4:18–22, Lucas 5:1–11, Mateus 4:18–22, Marcos 10:28, Atos 2:44–46 e Atos 4:32–37;
7. o próprio Jesus dá o exemplo:
7.1 de pobreza: Lucas 2:7 e Mateus 8:20; e
7.2 de humildade: Mateus 11:29, Mateus 20:28, Mateus 21:5, João 13:12–15, II Coríntios 2:9 e Filipenses 2:7–8;
8. Jesus se identifica com os pequeninos e infelizes: Mateus 25:45 e Mateus 18:5.
A Bíblia do Peregrino traduz o Versículo 3 do Capítulo 5 do Evangelho de Mateus, por meio da seguinte expressão: "Felizes os pobres de coração, porque o reinado de Deus lhes pertence", versículo que é objeto de comentário específico em uma Nota de Rodapé que diz que:
1. o tema dos "pobres" é recorrente no Antigo Testamento e o sentido do termo pode ser melhor compreendido a partir da leitura de: I Samuel 3:8, Salmos 72:4 e Salmos 72:13 em chave messiânica;
2. é difícil determinar o sentido da cláusula restritiva "toi pnêumati", que não está presente em Lucas 6:20, mas pode-se sustentar que a presença de tal cláusula indicaria que Jesus se referiria aos que reconhecem sua pobreza perante Deus ou aos que aceitariam a pobreza e renunciariam à cobiça, razão pela qual se deveria aceitar a ambiguidade da expressão e supor que o reinado de Deus favorece a ambos tipos de pobres.

Os Versículos 20 e 21 do Capítulo 6 do Evangelho de Lucas, que contém, respectivamente, as expressões: "Felizes os pobres, porque o reinado de Deus lhes pertence" e "Felizes agora os que agora passais fome, porque vos saciarei", também são objeto de comentários na Bíblia do Peregrino, por meio de notas de rodapé que dizem que:
1. a mensagem se dirige a qualquer classe de necessitados, indigentes, desvalidos, oprimidos. etc.;
2. no Antigo Testamento há passagens que mostram preocupação com os pobres, tais como: Isaías 29:19, Isaías 57:15, Isaías 61:1 e Salmos 72:, que permitem concluir que "o reinado de Deus vem para libertá-los e mudar sua sorte, já na história, embora sem concluir a consumação";
3. o Antigo Testamento utiliza o termo "ebyôn" para se referir aos pobres em diversas passagens do Pentateuco, dos livros proféticos e dos livros sapienciais, como por exemplo em: Deuteronômio 15:1–11, Isaías 29:19 e Salmos 74:21;
4. o famintos a que se refere o Versículo 21 são uma categoria mais restrita, que são referidos em diversas passagens do Antigo Testamento, tais como: Isaías 58:7, Salmos 107:9 e Joel 2:26.

A Tradução Ecumênica da Bíblia traduz o Versículo 3 do Capítulo 5 do Evangelho de Mateus, por meio da seguinte expressão: "Felizes os pobres de coração; deles é o Reino dos céus", versículo que é objeto de comentário específico em uma Nota de Rodapé que diz que:
1. uma tradução literal do grupo de pessoas ao qual se dirige essa felicitação poderia ser informada pelas expressões: "pobres pelo espírito" ou "em espírito", mas não se trata de referência ao Espírito Santo, nem à inteligência, mas a uma característica humana que pode ser melhor descrita pelo termo "coração", termo que é empregado no Versículo 8 ("Felizes os de coração puro"), e que representa o centro e a totalidade das pessoas[7];
2. esses pobres pertencem a grande família daqueles que, diante das provações materiais e espirituais, se acostumaram a contar somente com o socorro de Deus[8];
3. juntamente com os milagres, a evangelização dos pobres é o sinal dado por Jesus para que os emissários de João Batista pudessem reconhecer o Messias[9].

Os Versículos 20 e 21 do Capítulo 6 do Evangelho de Lucas, que contém, respectivamente, as expressões: "Felizes, vós, os pobres, o Reino de Deus é vosso" e "Felizes, vós que agora tendes fome: sereis saciados", também são objeto de comentários na Tradução Ecumênica da Bíblia, por meio de notas de rodapé que dizem que:
1. a felicitação é feita aos pobres de bens deste mundo, diferentemente do que ocorre em Mateus 5:3, onde a felicitação é feita aos que têm "coração de pobre";
2. Jesus manifestou a predileção pelos pobres e assemelhados (pequenos/humildes) em outras passagens descritas dos Evangelhos Canônicos, tais como: Marcos 10:21, Marcos 12:41–44, Lucas 14:13–21, Lucas 16:19–26, Lucas 19:8, Lucas 4:18, Lucas 7:22, Lucas 10:21, Lucas 14:11 e Lucas 18:14, e, pelas próprias condições nas quais nasceu;
3. essa preferência manifestada em favor dos pobres e pequenos é a marca da liberalidade soberana de Deus, trata-se de um convite para esperar tudo da Graça de Deus e da compaixão pelos infelizes deste mundo;
4. a promessa de "saciar os que tem fome" tem precedentes no Antigo Testamento, tais como: Isaías 49:10, Jeremias 31:12, Jeremias 31:25, Ezequiel 34:29, Ezequiel 36:29 e Isaías 25:6–9.

### Felizes os mansos porque herdarão a terra
A Bíblia de Jerusalém que diferentemente da maior parte das traduções da Bíblia, apresenta essa felicitação no Versículo 4 do Capítulo 5 do Evangelho segundo Mateus faz um comentário específico sobre a felicitação dirigida aos mansos por meio de uma nota de rodapé ao referido Versículo, no qual observa que:
1. trata-se de uma felicitação dirigida aos mansos ou aos humildes;
2. a felicitação aos mansos pode ser interpretada como um reforço à felicitação dirigida aos "pobres no espírito", o que reduziria o número de bem-aventuranças relatadas no Evangelho segundo Mateus a sete.

A Bíblia do Peregrino apresenta a felicitação aos mansos no Versículo 5 do Capítulo 5 do Evangelho segundo Mateus por meio da seguinte expressão: "Felizes os despossuídos, porque herdarão a terra", e faz um comentário específico sobre essa felicitação por meio de uma nota de rodapé, que observa que trata-se de uma citação presente no Versículo 11 do Salmo 37 (Salmos 37:11), que é um Salmo dedicado aos injustamente despossuídos, e que deve ser rezado no contexto da busca pela partilha ideal da terra e contra a apropriação injusta, razão pela qual não se deveria fazer uma interpretação espiritualizada.
A Tradução Ecumênica da Bíblia apresenta a felicitação aos mansos no Versículo 4 do Capítulo 5 do Evangelho segundo Mateus por meio da seguinte expressão: "Felizes os mansos, seu quinhão será a terra", e indica como passagem correlacionada o Versículo 11 do Salmo 37 (Salmos 37:11) e comenta essa felicitação por meio de notas de rodapé, que observam que:
1. a mansidão:

1.1 pode decorrer da dura necessidade da condição social e religiosa;
1.2 é uma das características de Jesus (Mateus 11:29 e Mateus 21:5);
1.3 é uma característica exaltada em outras passagens do Novo Testamento, tais como: II Coríntios 10:1, Gálatas 5:23, Tito 3:2 e I Pedro 3:16;
2. o conceito de Terra seria equivalente ao de Reino dos Céus.

### Felizes os aflitos porque serão consolados
A Bíblia de Jerusalém, que diferentemente da maior parte das traduções da Bíblia, apresenta essa felicitação no Versículo 5 do Capítulo 5 do Evangelho segundo Mateus, indica como passagens correlacionadas a essa felicitação: Salmos 126:5–6, Isaías 61:2–3, Isaías 40:1, Tobias 14:16 e Eclesiástico 48:24.
A Bíblia do Peregrino apresenta a felicitação aos aflitos no Versículo 4 do Capítulo 5 do Evangelho segundo Mateus por meio da seguinte expressão: "Felizes os afligidos, porque serão consolados", e faz um comentário específico sobre essa felicitação por meio de uma nota de rodapé, que observa que:
1. a referência aos afligidos é frequente no Livro dos Salmos, mas também está presente em outros livros do Antigo Testamento, como, por exemplo, em: Êxodo 3:17, Isaías 40:1, Isaías 44:10, Isaías 61:1–3[12];
2. são frequentes no Antigo Testamento as referências feitas aos pobres, afligidos, oprimidos e marginalizados[13], razão pela qual, as três primeiras bem-aventuranças poderiam ser compreendidas em conjunto.

Por outro lado, a Bíblia do Peregrino traduz a parte final do Versículo 21 do Capítulo 6 do Evangelho segundo Lucas por meio da seguinte expressão: "Felizes os que agora chorais, porque rireis.", trecho que é objeto de uma nota de rodapé, que destaca os seguintes precedentes no Antigo Testamento: Isaías 25:8, Isaías 30:19, Salmos 56:9 e Salmos 125:5–6.
A Tradução Ecumênica da Bíblia apresenta a felicitação aos aflitos no Versículo 5 do Capítulo 5 do Evangelho segundo Mateus por meio da seguinte expressão: "Felizes os que choram, porque serão consolados", e faz um comentário específico sobre essa felicitação por meio de uma nota de rodapé, que observa que: a tradução literal da expressão "os que choram" corresponderia a "os que estão de luto", portanto, não se trata de referência aos melancólicos, nem às vítimas da opressão social que, em virtude da lei da compensação, terão na outra vida uma contrapartida, recebendo o Messias, e sim de felicitação dirigida aos que ainda esperam a Consolação definitiva, tal como Simeão, que é citado em Lucas 2:25, ou seja, aos que esperam a única consolação que libertará os homens de sua aflição, a que se referiu Isaías em Isaías 61:2.
Por outro lado, a Tradução Ecumênica da Bíblia traduz a parte final do Versículo 21 do Capítulo 6 do Evangelho segundo Lucas por meio da seguinte expressão: "Felizes, vós que agora chorais: haveis de rir.", trecho que é objeto de uma nota de rodapé, que observa que:
1. trata-se de fórmula que combina choros e risos, portanto mais concretas e provavelmente mais primitiva do que aquela empregada no Versículo 5 do Capítulo 5 do Evangelho segundo Mateus;
2. trata-se de felicitação dirigida aos infelizes e aos felizes deste mundo, pois todo o resto do Evangelho mostra que não basta ser factualmente infeliz ou feliz para obter a felicidade ou a infelicidade, mas que importa compreender e acolher sua situação à luz da salvação.

### Felizes os que têm fome e sede de justiça, porque serão saciados
A Bíblia de Jerusalém indica como passagens correlacionadas a essa felicitação: Isaías 51:1–2, Amós 8:11–12, Provérbios 9:4–6, Eclesiástico 24:18, Salmos 37:18–19, Salmos 107:4–11, Lucas 1:53 e João 6:35.
A Bíblia do Peregrino faz um comentário específico sobre essa felicitação por meio de uma nota de rodapé, que observa que:
1. fome e sede são empregados no sentido metafórico para designar um desejo intenso, inclusive por Deus, como por exemplo em Salmos 42:2 e Salmos 63:2;
2. o objeto do desejo desses bem-aventurados é a justiça, nesse contexto tomada em seu sentido mais amplo, considerando-se especialmente o dito em Mateus 5:20, Mateus 6:1 e Mateus 6:33, trata-se da justiça que corresponde ao reinado de Deus;
3. destaca a correlação com o Versículo 28 do Capítulo 4 do Eclesiástico, que exorta para que: se lute pela justiça até a morte;

A Tradução Ecumênica da Bíblia apresenta a felicitação aos que têm fome e sede de justiça por meio da seguinte expressão: "Felizes os que têm fome e sede de justiça: eles serão saciados", e, além de destacar a correlação dessa felicitação com Salmos 42:3 faz um comentário específico sobre essa felicitação por meio de uma nota de rodapé, que observa que não se trata de referência à justiça do Juízo Final, nem de referência à justiça social, mas de referência feita à justiça da prática, ou seja, a justiça a ser vivenciada na vida cristã, que é fonte de justiça entre os homens, melhor compreendida por meio:
1. dos comentários feitos a Mateus 5:20, que esclarecem que esta justiça é a fidelidade dos discípulos à lei de Deus, a partir da interpretação que Jesus dá a essa Lei (cf. Mateus 7:29);
2. da leitura de Mateus 3:15, Mateus 5:10, Mateus 6:1, Mateus 6:33 e Mateus 21:32.

### Felizes os misericordiosos, porque alcançarão misericórdia
A Bíblia do Peregrino apresenta a felicitação aos misericordiosos por meio da seguinte expressão: "Felizes os misericordiosos, porque os tratarão com misericórdia", e faz um comentário específico sobre essa felicitação por meio de uma nota de rodapé, que observa que:
1. a misericórdia (= piedade) é um dos atributos máximos de Deus (cf. Êxodo 34:6–8), que também é recomendada ao homem (cf. Provérbios 14:21);
2. trata-se de felicitação que tem um precedente em: Salmos 41:2;
3. a misericórdia agrada à Deus (cf. Provérbios 14:31 e Provérbios 19:17).

A Tradução Ecumênica da Bíblia apresenta a felicitação aos misericordiosos por meio da seguinte expressão: "Felizes os misericordiosos, eles alcançarão misericórdia", e destaca a inter-relação dessa passagem com: Mateus 18:21–35 e Tiago 2:13.

### Felizes os puros de coração, porque verão a Deus
A Bíblia de Jerusalém destaca a inter-relação dessa felicitação com as seguintes passagens da Bíblia: Gênesis 20:5–6, Salmos 24:3–4, Salmos 11:7, Provérbios 22:11, Êxodo 33:20–23 e Hebreus 12:14.
A Bíblia do Peregrino apresenta a felicitação aos puros de coração por meio da seguinte expressão: "Felizes os limpos de coração, porque verão a Deus", e faz um comentário específico sobre essa felicitação por meio de uma nota de rodapé, que observa que:
1. trata-se de felicitação dirigida àqueles que são sinceros com Deus e com os homens (cf. Salmos 24:4 e Provérbios 22:11);
2. trata-se de pureza interior, distinta da pureza somente externa ou ritualista (cf. Mateus 23:25–28);
3. há precedentes no Antigo Testamento que falam da esperança de "Ver a Deus", tais como: Salmos 11:7, Salmos 17:15 e Salmos 63:3;
4. por outro lado, segundo Êxodo 33:20, Deus negou a Moisés o pleito para ver seu rosto e disse que ninguém poderia vê-lo e continuar com vida.

A Tradução Ecumênica da Bíblia apresenta a felicitação aos puros de coração por meio da seguinte expressão: "Felizes os corações puros; eles verão a Deus", além de destacar a inter-relação dessa felicitação com Salmos 51:12, faz um comentário específico sobre essa felicitação por meio de uma nota de rodapé, que observa que:
1. em tradução literal, trata-se de felicitação dirigida aos "puros quanto ao coração";
2. trata-se de pureza do coração que é o cerne da pessoa;
3. não se trata de uma perfeição moral, mas de uma retidão pessoal a qual os Evangelhos Canônicos também se referem por meio do termo simplicidade;
4. essa felicitação inter-relaciona-se especialmente com Mateus 6:22[14] e Mateus 15:11[15];
5. na Bíblia a palavra "coração" designa a sede de toda a vida íntima do homem: seu pensamento, sua memória, seus sentimentos, suas decisões (cf. Lucas 2:19, Lucas 2:35, Lucas 2:51 e sobretudo Lucas 21:14[16].

### Felizes os que promovem a paz, porque serão chamados Filhos de Deus
A Bíblia de Jerusalém destaca a inter-relação dessa felicitação com: Provérbios 12:20.
A Bíblia do Peregrino apresenta a felicitação aos que promovem a paz por meio da seguinte expressão: "Felizes os que procuram a paz, porque se chamarão filhos de Deus", e faz um comentário específico sobre essa felicitação por meio de uma nota de rodapé, que observa que:
1. a paz era exaltada no Antigo Testamento (cf. Isaías 2:4, Provérbios 12:20 e Eclesiástico 25:25–6);
2. a expressão Filhos de Deus foi empregada no Antigo Testamento em passagens como: Deuteronômio 14:1 e Oseias 2:1;
3. para a tradição cristã, "Príncipe da Paz", é um dos títulos dados pelo Profeta Isaías a Jesus em Isaías 9:5.

A Tradução Ecumênica da Bíblia apresenta a felicitação aos que promovem a paz por meio da seguinte expressão: "Felizes os que que agem em prol da paz; eles serão chamados filhos de Deus", e destaca a inter-relação dessa felicitação com I Reis 5:15–32, Lucas 1:79, Hebreus 12:14, Tiago 3:18 e I Pedro 3:14.

### Felizes os que são perseguidos por causa da justiça, porque deles é o Reino dos Céus
Essa última felicitação, inscrita no Versículo 10 do Capítulo 5 do Evangelho segundo Mateus deve ser compreendida em conjunto com os dois versículos seguintes, que são apresentados na Bíblia de Jerusalém por meio da seguinte tradução:
| “ | 11 Felizes sois, quando vos injuriarem e vos perseguirem e, mentindo, disserem todo o mal contra vós por causa de mim. 12 Alegrai-vos e regozijai-vos, porque será grande a vossa recompensa nos céus, pois foi assim que perseguiram aos profetas, que vieram antes de vós. | ” |

A Bíblia de Jerusalém destaca a inter-relação dessa felicitação com: Zacarias 8:16–17, I Pedro 3:14, Isaías 51:7, Atos 5:41, Filipenses 1:29, Colossenses 1:24, Hebreus 10:32–35, Tiago 1:2, Eclesiástico 2:8 e Mateus 23:34; e a comenta por meio de uma nota de rodapé que observa que os discípulos de Jesus são os sucessores dos profetas do Antigo Testamento (cf. Mateus 10:41, Mateus 13:17 e Mateus 23:34).
A Bíblia do Peregrino apresenta a felicitação aos perseguidos por causa da justiça por meio da seguinte expressão: "Felizes os perseguidos por causa da justiça, porque o reinado de Deus lhes pertence", e faz um comentários específicos sobre essa felicitação por meio de notas de rodapé, que:
1. destacam a existência de outras passagens que falam sobre perseguições contra os discípulos, os profetas e/ou aos justos na Bíblia, tais como Mateus 10:23, Mateus 23:34, Lucas 11:47, I Pedro 4:4, I Pedro 4:12–19, Sabedoria 2:11–20, I Reis 19:1–13, II Crônicas 36:16 e Amós 7:10–13;
2. observam que nos Versículos 11 e 12[19] do Capítulo 5 do Evangelho segundo Mateus o destinatário do discurso é "segunda pessoa" (vós);
3. destacam a importância da cláusula "por minha causa" que poderia ser melhor compreendia pela leitura de Salmos 44:23 e Salmos 74:22.

A Tradução Ecumênica da Bíblia destaca a inter-relação da mensagem veiculada pelos Versículos 10 a 12 do Capítulo 5 do Evangelho segundo Mateus com Mateus 10:22, I Pedro 4:14, II Crônicas 36:16, Atos 7:52, Hebreus 11:32–38 e Tiago 5:10; e comenta a mensagem por meio de notas de rodapé que observam que:
1. os Versículos 11 e 12 complementam a Felicitação aos perseguidos em geral, veiculada pelo Versículo 10, e, aplicam tal Felicitação especialmente aos discípulos, que são os continuadores dos profetas (cf. Mateus 10:41 e Mateus 13:17);
2. o judaísmo da época já associava as perseguições iniciadas por Antíoco IV Epifânio, em 167 AC, às perseguições sofridas pelos profetas do Antigo Testamento (cf. II Macabeus 6:-II Macabeus 7:);
3. Jesus mencionou outras vezes o martírio dos profetas (ex: Lucas 11:47–51 e Lucas 13:33–34).

### As mal-aventuranças
No Evangelho segundo Lucas, as bem-aventuranças Lucas 6:20–23, são seguidas de mal-aventuranças (Lucas 6:24–26).
A Bíblia de Jerusalém destaca o paralelismo dessas mal-aventuranças com: Isaías 5:8–25 e Habacuque 2:6–19.
A Bíblia do Peregrino sustenta ou observa que:
1. nessas mal-aventuranças emprega-se um gênero literário fúnebre frequente nos livros proféticos do Antigo Testamento, caracterizados pelo emprego da expressão "Ai de!" ("hoy" em hebraico) no início das frases, como se observa em: Isaías 5:8–23, Hababuque 3:6–19 e Eclesiástico 2:12–14;
2. a correlação entre injustiça e o luxo encontra paralelos em: Ezequiel 16:49, Amós 6:1–49 e Tiago 5:1;
3. o consolo do aguardado Reinado de Deus que já era anunciado por Isaías (cf. Isaías 40:1, Isaías 49:13 e Isaías 51:12) é superior ao consolo humano (cf. Jó 21:34);
4. os falsos profetas, a que se refere o Versículo 26, também são objeto de referências em: Miqueias 2:6–11, Miqueias 3:5–12, Jeremias 23:, Ezequiel 13: e I Reis 22:.

A Tradução Ecumênica da Bíblia comenta esse conjunto dos ditos de infelicitações, destacando seu paralelismo com: Isaías 65:13–14 e por meio de nota de rodapé que observa que:
1. são quatro declarações estritamente paralelas à bem-aventuranças descritas em Lucas 6:20–23;
2. são úteis para, além das promessas, destacar as exigências;
3. não são maldições (no estilo do Antigo Testamento: "Ai de vós!"), nem condenações irrevogáveis, mas queixumes ("Infelizes sois vós!"), ou seja, ameaças feitas como apelos à conversão (cf. Lucas 10:13, Lucas 11:42–52, Lucas 17:1, Lucas 21:23 e Lucas 22:22.

## Na cultura popular
No jogo eletrônico Red Dead Redemption 2, durante o epílogo, o jogador pode visitar o túmulo de Arthur Morgan, onde está gravada uma das bem-aventuranças como epitáfio. Se o jogador concluir o capítulo VI com Arthur com alta honra, a inscrição será Mateus 5:6 ("Bem-aventurados os que têm fome e sede de justiça"); se a honra estiver baixa, a inscrição será Mateus 5:4 ("Bem-aventurados os que choram, porque serão consolados").